# Dubiaranea luctuosa
Dubiaranea luctuosa là một loài nhện trong họ Linyphiidae. Loài này được phát hiện ở Peru.